# 오카지마 다에
오카지마 다에(일본어: 岡嶋 妙, 1982년10월 2일 ~ )는 일본의 여성 성우이다. 가가와현 출신이며 소속사는 켄유 오피스이다. 대표작으로는 School Days의 카츠라 코토노하 등이 있다.

## 출연작
※굵은 글자로 표시된 배역은 주역과 메인캐릭터

### TV 애니메이션
2002년
- 베이베 할머니(타카하시 미나츠)

2003년
- 최유기 RELOAD(백룡)

2004년
- 최유기 RELOAD GUNLOCK(백룡)
- 음양대전기(이나나가 후미)

2006년
- 사신의 발라드(카나코)
- Strawberry Panic(타카쿠라 미즈키)
- 메르헤븐(여성)
- gift ~eternal rainbow~(여학생)

2007년
- 세토의 신부(여자A)
- 해피해피 클로버(멜)
- School Days(카츠라 코토노하)
- D.C. 다카포 II(유키무라 안즈)

2008년
- 뱀부 블레이드 (사토)
- D.C.II 다카포2 세컨드시즌 (유키무라 안즈)

### OVA
2008년
- School Days ~매지컬 하트☆코코로~(카츠라 코토노하)

### 게임
2004년
- 최유기 RELOAD (백룡)
- 나츠노네 -Overture- (하타노 유카리) : 토노 소요기 (遠野そよぎ) 명의
- 여름의 물방울 하나 (세오 유카) : 토노 소요기 (遠野そよぎ) 명의

2005년
- 하네군의 우울 (키사라기 미유키) : 토노 소요기 (遠野そよぎ) 명의
- 夏音-Ring- (하타노 유카리) : 토노 소요기 (遠野そよぎ) 명의
- 광림천사 엔젤 레나 (토모에 레나/엔젤 레나) : 토노 소요기 (遠野そよぎ) 명의
- 테일즈 오브 커먼즈 (유우)
- School Days (카츠라 코토노하) : 토노 소요기 (遠野そよぎ) 명의

2006년
- 도키타마・판타즘 (나나미야 나즈나) : 토노 소요기 (遠野そよぎ) 명의
- 공주님은 늠름하게 (유티야) : 토노 소요기 (遠野そよぎ) 명의
- 성노예학원 (모리 린) : 토노 소요기 (遠野そよぎ) 명의
- D.C. ~다 카포II~ (유키무라 안즈) : 토노 소요기 (遠野そよぎ) 명의
- SummerDays (카츠라 코토노하) : 토노 소요기 (遠野そよぎ) 명의
- 풀 애니 (사카키 린코, 프린세스) : 토노 소요기 (遠野そよぎ) 명의
- 출렁☆누나 선생 (사이토 치하루) : 토노 소요기 (遠野そよぎ) 명의

2007년
- 호시츠구요 (카라스마 치하야) : 토노 소요기 (遠野そよぎ) 명의
- 키미하구 (시이나 카스미) : 토노 소요기 (遠野そよぎ) 명의
- 메이쿠루! (히나모리 이온) : 토노 소요기 (遠野そよぎ) 명의
- D.C.II Spring Celebration ~다 카포II~ 스프링 셀레브레이션 (유키무라 안즈) : 토노 소요기 (遠野そよぎ) 명의
- 도화월탄(카와카베 모모카) : 토노 소요기 (遠野そよぎ) 명의
- Clear -클리어- (미야기노 사유) : 토노 소요기 (遠野そよぎ) 명의
- 마법전사 에릭실 나이츠 ~운명에 연결될 수 있는 소녀들~ (엔젤 레나) : 토노 소요기 (遠野そよぎ) 명의
- 너와 사랑해서 연결되어 (야마부키 미유키) : 토노 소요기 (遠野そよぎ) 명의
- Aster (야마부키 미유키) : 토노 소요기 (遠野そよぎ) 명의
- FairChild -페어 차일드- (아리스가와 유우히) : 토노 소요기 (遠野そよぎ) 명의

2008년
- 세이크리드 그라운드 (토모에 레나/엔젤 레나) : 토노 소요기 (遠野そよぎ) 명의
- D.C.P.K. ~다카포 카~ (유키무라 안즈) : 토노 소요기 (遠野そよぎ) 명의
- School Days L×H (카츠라 코토노하)

- 프린세스 러버 (카네코 아야노) : 토노 소요기 (遠野そよぎ) 명의
- 우리들에게 날개는 없다 ~Prelude~ (하야시다 미사키) : 토노 소요기 (遠野そよぎ) 명의
- 춘색앵뢰 (사쿠라기 코노하) : 토노 소요기 (遠野そよぎ) 명의
- Garden (히이라기 아야카) : 토노 소요기 (遠野そよぎ) 명의
- 마법전사 램티아나이츠 (토모에 레나/엔젤 레나) : 토노 소요기 (遠野そよぎ) 명의
- 요스가노소라 (노기자카 모토카) : 토노 소요기 (遠野そよぎ) 명의
- 시클렛 게임 -KILLER QUEEN- (히메하기 사쿠미)
- Hime와Honey (세이도우 에리스) : 토노 소요기 (遠野そよぎ) 명의
- ENGAGE LINKS (헬렌) : 토노 소요기 (遠野そよぎ) 명의
- 체이스트☆체이스 (세헤 에렌) : 토노 소요기 (遠野そよぎ) 명의
- 겨울의 론도 (크리스티나 루미아우라) : 토노 소요기 (遠野そよぎ) 명의
- 진연희무쌍 ~소녀요란☆삼국지 연의~ (장각) : 토노 소요기 (遠野そよぎ) 명의
- D.C.II P.C. ~다카포 II 플러스 커뮤니케이션~ (유키무라 안즈) : 토노 소요기 (遠野そよぎ) 명의

2009년
- 우리들에게 날개는 없다 (하야시다 미사키) : 토노 소요기 (遠野そよぎ) 명의
- 새벽녘 전보다 유리색인 ~Moonlight Cradle~ (신시아 마르그릿트) : 토노 소요기 (遠野そよぎ) 명의
- 사라사라사사라 (시로타에 아야) : 토노 소요기 (遠野そよぎ) 명의
- 별하늘의 메모리아 (아토우 유메) : 토노 소요기 (遠野そよぎ) 명의
- 내 손 안의 낙원 (루후) : 토노 소요기 (遠野そよぎ) 명의
- 천신난만 -LUCKY or UNLUCKY!?- (토키와 마히로) : 토노 소요기 (遠野そよぎ) 명의
- Stellar☆Theater (후지사키 아마네) : 토노 소요기 (遠野そよぎ) 명의
- 77 〜And, two stars meet again〜 (츠네하 아키) : 토노 소요기 (遠野そよぎ) 명의
- Cross Days (카츠라 코토노하) : 토노 소요기 (遠野そよぎ) 명의

2010년
- bitter smile (토도로키 미이) : 토노 소요기 (遠野そよぎ) 명의

2011년
- 술래잡기! (키비츠미야 아카리) : 토노 소요기 (遠野そよぎ) 명의
- 예익의 유스티아 (성녀 이레네) : 토노 소요기 (遠野そよぎ) 명의

2012년
- 별하늘에 걸린 다리 AA (나나모리 세이라) : 토노 소요기 (遠野そよぎ) 명의

### 라디오
- Radio School Days